# Vilice
Vilice település Csehországban, a Tábori járásban. Vilice Běleč, Šebířov, Smilovy Hory, Načeradec és Kamberk településekkel határos. Lakosainak száma 147 fő (2024. január 1.).

## Népesség
A település lakosságának változását az alábbi diagram mutatja:
| Lakosok száma | 558  | 484  | 515  | 311  | 242  | 158  | 139  | 134  | 134  | 147  |
|               | 1869 | 1900 | 1921 | 1961 | 1980 | 2011 | 2016 | 2019 | 2021 | 2024 |